# Dragkraft

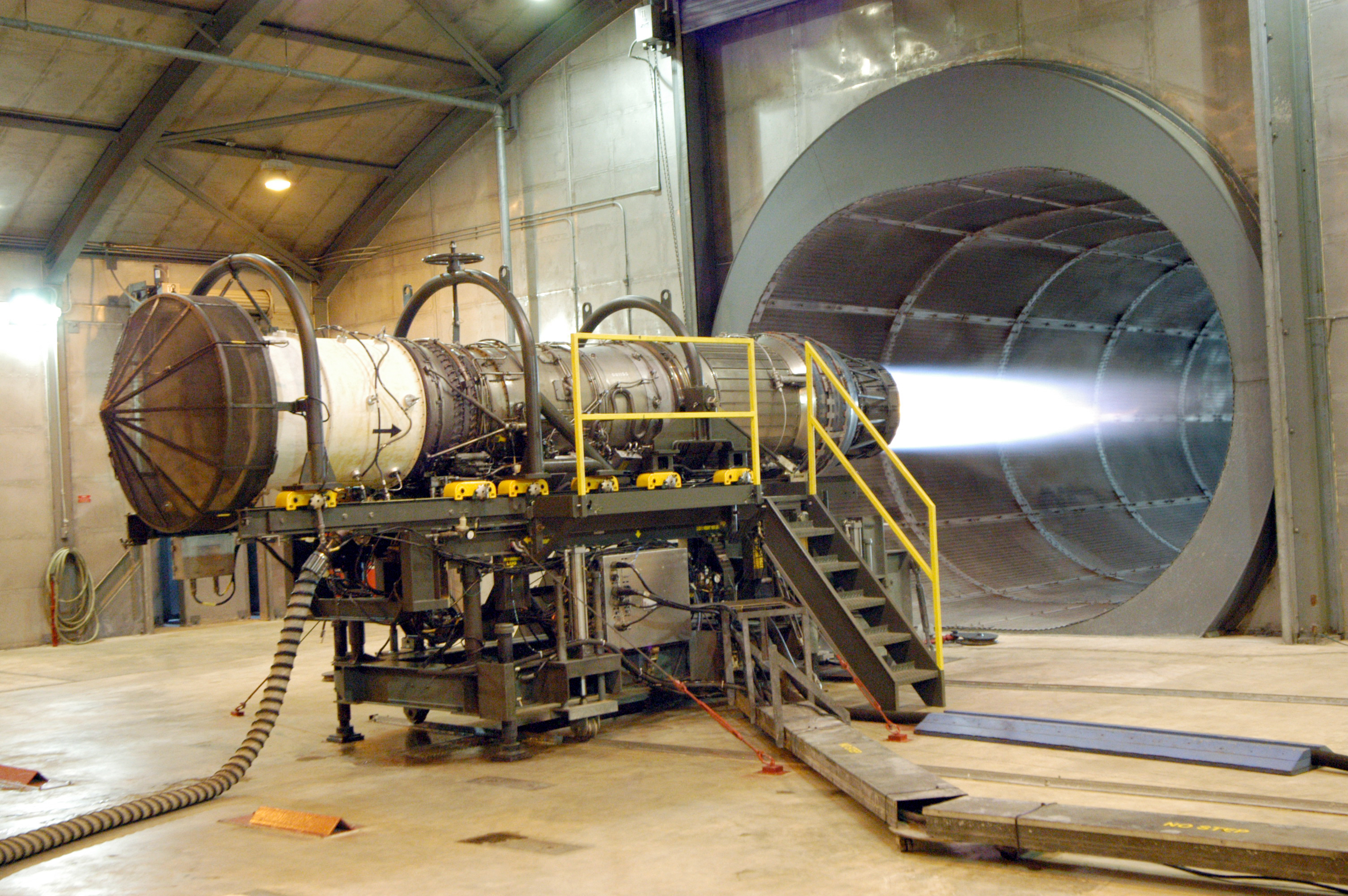
En Pratt & Whitney F100 jetmotor testas. Denna motor producerar en gasstråle för att generera dragkraft. Dess syfte är att driva ett jetflygplan. Denna speciella turbofläktmotor driver både McDonnell Douglas F-15 och General Dynamics F-16 fighters.

Dragkraft är en reaktionskraft som beskrivs kvantitativt av Newtons tredje lag, inklusive den kraft som krävs för att driva ett flygplan genom luften. Dragkraften accelererar ett föremål i en viss riktning, tills friktionskrafterna uppväger dragkraften. Kraft, och därmed dragkraft, mäts med hjälp av Internationella måttenhetssystemet (SI) i newton (symbol:N) och representerar mängden som behövs för att accelerera 1 kilogram massa med en hastighet av 1 meter per sekund i en sekund. Inom mekaniken benämns kraften ortogonal mot huvudbelastningen (som i parallella spiralformade kugghjul) som en statisk dragkraft.

## Exempel
Ett framdrivningssystem för flygplan med fasta vingar genererar framdrivning när luft trycks i motsatt riktning mot flygningen. Detta kan göras på olika sätt, till exempel de snurrande bladen på en propeller, en jetmotors drivstråle eller genom att spruta ut heta gaser från en raketmotor. Omvänd dragkraft kan genereras för att underlätta inbromsning efter landning genom att vända stigningen på propellerblad med variabel stigning, eller genom att använda en dragkraftsomkastare på en jetmotor. Flygplan med roterande vingar använder rotorer och dragkraftsvektor V/STOL-flygplan använder propellrar eller motorkraft för att stödja flygplanets vikt och för att ge framdrivning.
En motorbåtspropeller genererar dragkraft när den roterar och tvingar vatten bakåt.
En raket drivs framåt av en dragkraft som är lika stor, men i motsatt i riktning, till tidshastigheten för rörelsemängdsförändringen av avgaserna som accelereras från förbränningskammaren genom raketmotorns munstycke. Detta är avgashastigheten i förhållande till raketen, gånger tidshastigheten med vilken massan stöts ut, eller i matematiska termer:
{\displaystyle \mathbf {T} =\mathbf {v} {\frac {\mathrm {d} m}{\mathrm {d} t}}}
Där T är dragkraften som genereras (kraft), {\displaystyle {\frac {\mathrm {d} m}{\mathrm {d} t}}} är massans förändringshastighet med avseende på tiden (massflödeshastigheten för avgaserna), och v är hastigheten för avgaserna mätt i förhållande till raketen. För vertikal uppskjutning av en raket måste den initiala dragkraften vid lyftet vara mer än vikten.
Var och en av de tre rymdfärjornas huvudmotorer kunde producera en dragkraft på 1,8 meganewton, och var och en av rymdfärjans två Solid Rocket Boosters 14,7 MN, tillsammans 29,4 MN.
Däremot har den förenklade Aid For EVA Rescue (SAFER) 24 thrustrar på 3,56 N vardera.
I kategorin luftandning producerar AMT-USA AT-180 jetmotorn utvecklad för radiostyrda flygplan 90 N dragkraft. GE90-115B-motorn monterad på Boeing 777-300ER, var erkänd av Guinness Book of World Records som "Världens mest kraftfulla kommersiella jetmotor", har en dragkraft på 569 kN tills den överträffades av GE9X, monterad på den kommande Boeing 777X, med 609 kN.

## Begrepp

### Dragkraft versus kraft
Den kraft som behövs för att generera dragkraft och dragkraften kan relateras på ett icke-linjärt sätt. I allmänhet, {\displaystyle \mathbf {P} ^{2}\propto \mathbf {T} ^{3}}. Proportionalitetskonstanten varierar, och kan lösas för ett enhetligt flöde, där {\displaystyle v_{\infty }} är den inkommande lufthastigheten, {\displaystyle v_{d}} är hastigheten vid manöverskivan, och {\displaystyle v_{f}} är den slutliga utgångshastigheten:
{\displaystyle {\frac {\mathrm {d} m}{\mathrm {d} t}}=\rho A{v}}
{\displaystyle \mathbf {T} ={\frac {\mathrm {d} m}{\mathrm {d} t}}{v_{f}-v_{\infty }},{\frac {\mathrm {d} m}{\mathrm {d} t}}=\rho Av_{d}}
{\displaystyle \mathbf {P} ={\frac {1}{2}}{\frac {\mathrm {d} m}{\mathrm {d} t}}(v_{f}^{2}-v_{\infty }^{2}),\mathbf {P} =\mathbf {T} v_{d}}
Lösning för hastigheten vid skivan, {\displaystyle v_{d}}, blir då:
{\displaystyle v_{d}={\frac {1}{2}}(v_{f}-v_{\infty })}
När inkommande luft accelereras från stillastående – till exempel vid svävning – då {\displaystyle v_{\infty }=0}, blir:
{\displaystyle \mathbf {T} ={\frac {1}{2}}\rho A{v_{f}}^{2},\mathbf {P} ={\frac {1}{4}}\rho A{v_{f}}^{3}}
Härifrån kan vi härleda förhållandet 
{\displaystyle \mathbf {P} ^{2}\propto \mathbf {T} ^{3}}:
{\displaystyle \mathbf {P} ^{2}={\frac {\mathbf {T} ^{3}}{2\rho A}}}
Inversen av proportionalitetskonstanten, "effektiviteten" hos en annan perfekt propeller, är proportionell mot ytan av tvärsnittet av den framdrivna vätskevolymen ({\displaystyle A}) och vätskans densitet ({\displaystyle \rho }). Detta hjälper till att förklara varför det är lättare att röra sig genom vatten och varför flygplanen har mycket större propellrar än vattenskotrar.

### Dragkraft versus framdrivningskraft
En mycket vanlig fråga är hur man jämför en jetmotors dragkraft med en kolvmotors effekt. En sådan jämförelse är svår, eftersom dessa kvantiteter inte är likvärdiga. En kolvmotor flyttar inte flygplanet av sig själv (propellern gör det), så kolvmotorer klassificeras generellt efter hur mycket kraft de levererar till propellern. Med undantag för förändringar i temperatur och lufttryck beror denna kvantitet i grunden på gaspådraget.
En jetmotor har ingen propeller, så framdrivningskraften hos en jetmotor bestäms utifrån dess dragkraft enligt följande. Kraft är den kraft (F) som krävs för att flytta något över ett visst avstånd (d) dividerat med den tid (t) det tar att flytta det avståndet.
{\displaystyle \mathbf {P} =\mathbf {F} {\frac {d}{t}}}
För en raket eller ett jetflygplan är kraften exakt den dragkraft (T) som produceras av motorn. Om raketen eller flygplanet rör sig med ungefär konstant hastighet, är avståndet dividerat med tiden bara hastighet, så kraft är dragkraft gånger hastighet:
{\displaystyle \mathbf {P} =\mathbf {T} {v}}
Denna formel ser väldigt överraskande ut, men den är korrekt: framdrivningseffekten(eller den tillgängliga effekten) hos en jetmotor ökar med dess hastighet. Om hastigheten är noll är framdrivningseffekten noll. Om ett jetflygplan är vid full gas men fäst vid ett statiskt teststativ, producerar jetmotorn ingen framdrivningskraft, men dragkraft producerar fortfarande. Kombinationen kolvmotor-propeller har också en framdrivningskraft med exakt samma formel, och den kommer också att vara noll vid nollhastighet - men det är för motor-propellersatsen. Motorn kommer samtidigt att fortsätta att producera sin nominella effekt i konstant takt, oavsett om flygplanet rör sig eller inte.

## Tryckaxel
Tryckaxeln för ett flygplan är verkningslinjen för den totala dragkraften vid varje ögonblick. Det beror på placering, antal och egenskaper hos jetmotorerna eller propellrarna. Det skiljer sig från dragaxeln. Om så är fallet kommer avståndet mellan tryckaxeln och dragaxeln att orsaka ett moment som måste motstås av en förändring av den aerodynamiska kraften på den horisontella stabilisatorn. för den totala dragkraften vid varje ögonblick.  I synnerhet hade Boeing 737 MAX, med större, lägre slungmotorer än tidigare 737-modeller, ett större avstånd mellan tryckaxeln och dragaxeln, vilket fick nosen att stiga upp i vissa flygsituationer, vilket krävde ett stighöjdskontrollsystem, Maneuvering Characteristics Augmentation System. Tidiga versioner av MCAS fungerade inte under flygning med katastrofala konsekvenser, vilket ledde till över 300 människors död 2018 och 2019.